# 紫鹊界梯田
27°42′30″N 110°56′38″E / 27.70833°N 110.94389°E
紫鹊界梯田坐落在中国湖南省娄底市新化县西部水车镇和奉家镇，从开垦至今，已有两千余年历史，总面积达8万余亩，是国家级风景名胜区、国家4A级景区、湖南省文物保护单位。